# When We All Fall Asleep Tour
When We All Fall Asleep Tour foi a quarta turnê da cantora e compositora estadunidense Billie Eilish, em apoio ao seu álbum de estreia When We All Fall Asleep, Where Do We Go? (2019). A turnê começou em 13 de abril de 2019, em Indio, Califórnia, no Empire Polo Club como parte do Coachella, e foi concluída na Cidade do México em 17 de novembro de 2019, como parte do Corona Capital.

## Desenvolvimento
A turnê foi anunciada em 4 de fevereiro de 2019, através da conta oficial do Instagram de Eilish. No mesmo post, Eilish anunciou que Denzel Curry a apoiaria como um ato de abertura, enquanto seu irmão, Finneas O'Connell, se juntaria a ela em paradas selecionadas no Canadá. Na postagem, as datas internacionais estão borradas. Em poucos dias, as datas australianas foram anunciadas e, em 7 de fevereiro, devido à grande demanda, mais datas foram adicionadas e locais maiores foram substituídos para acomodar um público maior. Quatro dias depois, Eilish anunciou mais datas internacionais em sua conta oficial no Twitter.
Para o primeiro show no Coachella, Eilish teve que cortar "When I Was Older" e "Xanny" do repertório devido a dificuldades técnicas antes da apresentação.
Eilish apresentou seu novo single, "Everything I Wanted", ao vivo pela primeira vez na parada final da turnê, na Cidade do México.

## Repertório
Este repertório é representativo do show em Dallas, Texas, em 8 de outubro de 2019. Não é representativo de todos os shows durante a turnê.
1. "Bad Guy"
2. "My Strange Addiction"
3. "You Should See Me in a Crown"
4. "Idontwannabeyouanymore
5. "Watch"/"&Burn"
6. "Copycat"
7. "When I Was Older"
8. "Xanny"
9. "All the Good Girls Go to Hell"
10. "Ilomilo"
11. "Bellyache"
12. "Listen Before I Go"
13. "I Love You"
14. "Ocean Eyes"
15. "When the Party's Over"
16. "Bury a Friend"
17. "Bad Guy" (outro)
18. "Goodbye"

## Shows
| Data                   | Cidade           | País             | Local                                  | Atos de Abertura  | Público          | Receita          |
| América do Norte       | América do Norte | América do Norte | América do Norte                       | América do Norte  | América do Norte | América do Norte |
| ---------------------- | ---------------- | ---------------- | -------------------------------------- | ----------------- | ---------------- | ---------------- |
| 13 de abril de 2019    | Indio            | Estados Unidos   | Empire Polo Club                       | —                 | —                | —                |
| 13 de abril de 2019    | Indio            | Estados Unidos   | Empire Polo Club                       | —                 | —                | —                |
| Oceania                |                  |                  |                                        |                   |                  |                  |
| 24 de abril de 2019    | Auckland         | Nova Zelândia    | Spark Arena                            | Finneas O'Connell | 9.340/9.629      | $456.056         |
| 26 de abril de 2019    | Adelaide         | Austrália        | Adelaide Showground                    | Denzel Curry      | —                | —                |
| 27 de abril de 2019    | Maitland         | Austrália        | Maitland Arena                         | Denzel Curry      | —                | —                |
| 28 de abril de 2019    | Canberra         | Austrália        | Exhibition Park                        | Denzel Curry      | —                | —                |
| 30 de abril de 2019    | Sydney           | Austrália        | Hordern Pavilion                       | Denzel Curry      | 5.376/5.376      | $226.395         |
| 3 de maio de 2019      | Melbourne        | Austrália        | Margaret Court Arena                   | Denzel Curry      | 6.667/6.874      | $324.174         |
| 4 de maio de 2019      | Bendigo          | Austrália        | Prince of Wales Showground             | Denzel Curry      | —                | —                |
| 5 de maio de 2019      | Townsville       | Austrália        | Murray Sport Complex                   | Denzel Curry      | —                | —                |
| 7 de maio de 2019      | Brisbane         | Austrália        | 8.841/9.022                            | Denzel Curry      | $426.250         |                  |
| 10 de maio de 2019     | Fremantle        | Austrália        | Fremantle Arts Center                  | Denzel Curry      | 3.331            | $161,965         |
| 11 de maio de 2019     | Bunbury          | Austrália        | Hay International Park                 | Denzel Curry      | —                | —                |
| Europa                 |                  |                  |                                        |                   |                  |                  |
| 25 de maio de 2019     | Middlesbrough    | Inglaterra       | Stewart Park                           | —                 | —                | —                |
| América do Norte       |                  |                  |                                        |                   |                  |                  |
| 29 de maio de 2019     | São Francisco    | Estados Unidos   | Bill Graham Civic Auditorium           | Denzel Curry      | 9.011/9.011      | $479.295         |
| 31 de maio de 2019     | Portland         | Estados Unidos   | Moda Center                            | Denzel Curry      | 12.364/12.489    | $659.427         |
| 1 de junho de 2019     | Vancouver        | Canadá           | PNE Amphitheater                       | Finneas O'Connell | 7.040/7.112      | $455.490         |
| 2 de junho de 2019     | Redmond          | Estados Unidos   | Marymoor Park                          | Denzel Curry      | —                | —                |
| 4 de junho de 2019     | Magna            | Estados Unidos   | The Great Saltair                      | Denzel Curry      | —                | —                |
| 5 de junho de 2019     | Morrison         | Estados Unidos   | Red Rocks Amphitheatre                 | Denzel Curry      | —                | —                |
| 7 de junho de 2019     | Independence     | Estados Unidos   | Silverestein Eye Centers Arena         | Denzel Curry      | —                | —                |
| 8 de junho de 2019     | Minneapolis      | Estados Unidos   | Minneapolis Armory                     | Denzel Curry      | —                | —                |
| 9 de junho de 2019     | Chicago          | Estados Unidos   | United Center                          | Denzel Curry      | —                | —                |
| 11 de junho de 2019    | Toronto          | Canadá           | Budweiser Stage                        | Denzel Curry      | —                | —                |
| 12 de junho de 2019    | Laval            | Canadá           | Place Bell                             | Denzel Curry      | 9.550/9.550      | $458.479         |
| 14 de junho de 2019    | Boston           | Estados Unidos   | Leader Bank Pavilion                   | Denzel Curry      | —                | —                |
| 15 de junho de 2019    | Filadélfia       | Estados Unidos   | The Met Philadelphia                   | Denzel Curry      | —                | —                |
| 18 de junho de 2019    | Nova Iorque      | Estados Unidos   | Rooftop at Pier 17                     | Denzel Curry      | —                | —                |
| 19 de junho de 2019    | Nova Iorque      | Estados Unidos   | Radio City Music Hall                  | Denzel Curry      | 5.941/5.941      | $411.070         |
| 20 de junho de 2019    | Washington, D.C. | Estados Unidos   | The Anthem                             | Denzel Curry      | 6.000/6.000      | $302.907         |
| 21 de junho de 2019    | Nashville        | Estados Unidos   | Ascend Amphitheater                    | Denzel Curry      | —                | —                |
| 23 de junho de 2019    | Atlanta          | Estados Unidos   | State Bank Amphitheatre                | Denzel Curry      | —                | —                |
| Europa                 |                  |                  |                                        |                   |                  |                  |
| 27 de junho de 2019    | Odense           | Dinamarca        | Tusindårsskoven                        | —                 | —                | —                |
| 28 de junho de 2019    | Estocolmo        | Suécia           | Gärdet                                 | —                 | —                | —                |
| 30 de junho de 2019    | Pilton           | Inglaterra       | Worthy Farm                            | —                 | —                | —                |
| América do Norte       |                  |                  |                                        |                   |                  |                  |
| 6 de julho de 2019     | Milwaukee        | Estados Unidos   | American Family Insurance Amphitheater | —                 | —                | —                |
| 9 de julho de 2019     | Los Angeles      | Estados Unidos   | Shrine Exposition Hall                 | Denzel Curry      | —                | —                |
| 10 de julho de 2019    | Los Angeles      | Estados Unidos   | Shrine Exposition Hall                 | Denzel Curry      | —                | —                |
| 11 de julho de 2019    | Los Angeles      | Estados Unidos   | Greek Theatre                          | Denzel Curry      | —                | —                |
| 13 de julho de 2019    | San Diego        | Estados Unidos   | Universidade Estadual de San Diego     | Denzel Curry      | —                | —                |
| Europa                 |                  |                  |                                        |                   |                  |                  |
| 15 de agosto de 2019   | Sankt Pölten     | Áustria          | Green Park                             | —                 | —                | —                |
| 16 de agosto de 2019   | Hamburgo         | Alemanha         | Hamburg-Wilhelmsburg                   | —                 | —                | —                |
| 17 de agosto de 2019   | Biddinghuizen    | Países Baixos    | Walibi World                           | —                 | —                | —                |
| 18 de agosto de 2019   | Hasselt          | Bélgica          | Kempische Steenweg                     | —                 | —                | —                |
| 20 de agosto de 2019   | Praga            | Chéquia          | O2 Arena                               | J Grrey           | —                | —                |
| 22 de agosto de 2019   | Zurique          | Suíça            | Glattburg                              | —                 | —                | —                |
| 24 de agosto de 2019   | Reading          | Inglaterra       | Richfield Avenue                       | —                 | —                | —                |
| 25 de agosto de 2019   | Leeds            | Inglaterra       | Bramham Park                           | —                 | —                | —                |
| 27 de agosto de 2019   | Moscou           | Rússia           | Megasport Arena                        | MadeinTYO         | 13.926/13.926    | —                |
| 28 de agosto de 2019   | São Petesburgo   | Rússia           | Ice Palace                             | MadeinTYO         | 12.300/12.300    | —                |
| 30 de agosto de 2019   | Stradbally       | Irlanda          | Stradbally Hall                        | —                 | —                | —                |
| 31 de agosto de 2019   | Milão            | Itália           | Area Expo                              | —                 | —                | —                |
| 2 de setembro de 2019  | Barcelona        | Espanha          | Palau Sant Jordi                       | MadeinTYO         | —                | —                |
| 3 de setembro de 2019  | Madrid           | Espanha          | WiZink Center                          | MadeinTYO         | 14.114/15.510    | $603.039         |
| 4 de setembro de 2019  | Lisboa           | Portugal         | Altice Arena                           | MadeinTYO         | 18.690/19.469    | $551.694         |
| 7 de setembro de 2019  | Berlim           | Alemanha         | Olympiapark                            | —                 | —                | —                |
| América do Norte       |                  |                  |                                        |                   |                  |                  |
| 14 de setembro de 2019 | Atlanta          | Estados Unidos   | Parque Piedmont                        | —                 | —                | —                |
| 20 de setembro de 2019 | Las Vegas        | Estados Unidos   | Downtown Las Vegas                     | —                 | —                | —                |
| 21 de setembro de 2019 | Winchester       | Estados Unidos   | Las Vegas Festival Grounds             | —                 | —                | —                |
| 5 de outubro de 2019   | Austin           | Estados Unidos   | Zilker Park                            | —                 | —                | —                |
| 7 de outubro de 2019   | Tulsa            | Estados Unidos   | BOK Center                             | Duckwrth          | 11.393/11.393    | $860.248         |
| 8 de outubro de 2019   | Dallas           | Estados Unidos   | American Airlines Center               | Duckwrth          | 11.995/11.995    | $1.229.549       |
| 10 de outubro de 2019  | Houston          | Estados Unidos   | Toyota Center                          | Duckwrth          | 11.506/11.506    | $1.227.586       |
| 12 de outubro de 2019  | Austin           | Estados Unidos   | Zilker Park                            | —                 | —                | —                |
| América Latina         |                  |                  |                                        |                   |                  |                  |
| 17 de novembro de 2019 | Cidade do México | México           | Autódromo Hermanos Rodríguez           | —                 | —                | —                |